# Felix och det stora upproret
Felix och det stora upproret är Jan Lööfs andra seriealbum om Felix. Det är en fortsättning på Felix och tidsmaskinen.

## Handling
Felix är och letar efter vildmannen. Han upptäcker att vildmannen blivit boxare. Felix går till en boxartränare och hittar en adress till ett konditori. Han går in där och träffar chefen. Chefen visar sig vara gangster. Felix blir tillfångatagen och han och vildmannen blir satta på en skola för banditer.
De följer med gangsterchefen som ska befria sin kusin som sitter i fängelse. Det går bra, men de blir jagade av polisen. De kommer till cirkusen, och upptäcker att tidsmaskinen är lagad. Vildmannen återvänder hem till Krita-perioden.
Felix, gangsterchefen och hans kusin Herman återvänder till skolan för kriminella. Herman berättar om ön San Fernando och dess enväldige diktator. Han berättar att diktatorn Ortega har mycket guld, och det vill Herman åt (påstår han, men egentligen vill han hjälpa San Fernandos fattiga befolkning).
Herman börjar skaffa militär materiel till invasionen och Felix och Alex, läraren i maskeringskonst, reser i förväg till San Fernando. De påstår sig vara arkeologer. Väl på ön träffar de ledarna för SFURR, San Fernandos underjoriska rebellrörelse. De gör upp en plan för att störta Ortega.
Alex och Felix gräver sig in under nationalbanken och stjäl hela statskassan.
Rebellerna kör upp på torget och är beredda att storma TV-huset. Samtidigt är Herman klar att invadera San Fernando från luften. Nu hoppar skurkarna ner i fallskärm och rebellerna stormar TV-huset. De tillfångatar Ortega och utser en ny ledare, som kan bygga upp landet igen och låta befolkningen bli rikare.

## Övrigt
Albumet är en av titlarna i boken Tusen svenska klassiker (2009).

### Fotnoter
1. ↑  Gradvall et al 2009, #378